# Kei Saitō
Kei Saitō (齋藤慧?, Saitō Kei; 20 febbraio 1996) è un pattinatore di short track giapponese.

## Biografia
Sua sorella Hitomi Saitō e suo fratello Yu Saitō sono pattinatori su short track di livello internazionale. Anche Hitomi Saitō si è qualificata ai Giochi olimpici di Pyeongchang 2018.
Ha studiato biologia umana all'Università di Kanagawa.
Ha rappresentato il Giappone ai Giochi olimpici invernali di Pyeongchang 2018. È allenato da Jonathan Guilmette. Durante la competizione è stato squalificato dopo essere risultato positivo ad una sostanza dopante, l'acetazolamide.